# GPUGRID.net
GPUGRID.net es un proyecto de computación distribuida organizado por la Universidad Pompeu Fabra y corre en la plataforma informática Berkeley Open Infrastructure for Network Computing (BOINC). GPUGRID realiza simulaciones de biología molecular a átomo-entero, y está diseñado para correr en GPUs con CUDA. El soporte para el procesador Cell del PlayStation 3 y el proyecto subsiguiente PS3GRID fue abandonado en 2009 debido a una actualización de firmware del PS3 que previene la instalación de programas terceros que son requeridos. Esto incluye distribuciones Linux que son requeridos para correr BOINC. El inmenso rendimiento de las GPUs Nvidia también ha hecho al cliente PS3 prácticamente redundante. A partir de septiembre de 2009, una GPU Nvidia de rango medio corre las aplicaciones de GPUGRID aproximadamente cinco veces más rápido que el microprocesador Cell.